# 너희가 나라를 아느냐
《너희가 나라를 아느냐》는 2002년 12월 6일부터 2002년 12월 7일까지 MBC에서 방영된 창사 41주년 특집 드라마이다.
한편, 문흥식 역의 남성진과 한씨 역의 김용림은 실제 모자 사이로 드라마에 함께 출연하면서 화제가 되었으며, 연극배우 윤주상은 이토 히로부미 역으로 안방극장 복귀를 했다.

## 등장 인물

### 주요 인물
- 이순재 : 최익현(73세) 역

### 주변 인물
- 남성진 : 문흥식(34세) 역 - 흑산도 청년, 최익현의 제자
- 정재곤 : 이창준(33세) 역 - 황성신문사 식자, 문흥식의 친구
- 고정민 : 김은영(22세) 역 - 이창준의 동지
- 설수진 : 배정자(34세) 역 - 이토 히로부미의 수양딸
- 김용림 : 한씨(65세) 역 - 최익현의 아내
- 현석 : 고종(53세) 역 - 대한제국 황제
- 윤주상 : 이토 히로부미(65세) 역 - 일본 특명 전권대사, 한국통감

### 그 외
- 유하복
- 이원용
- 김경애
- 박종설
- 신동미